# Mannia androgyna
Mannia androgyna là một loài rêu trong họ Aytoniaceae. Loài này được L. A. Evans mô tả khoa học đầu tiên năm 1938.